# Чолохсу
Чолохсу́ (рос. Чолохсу) — гірська вершина у північно-східній частині Великого Кавказу. Знаходиться на півдні Дагестану Росії.